# Sagaris

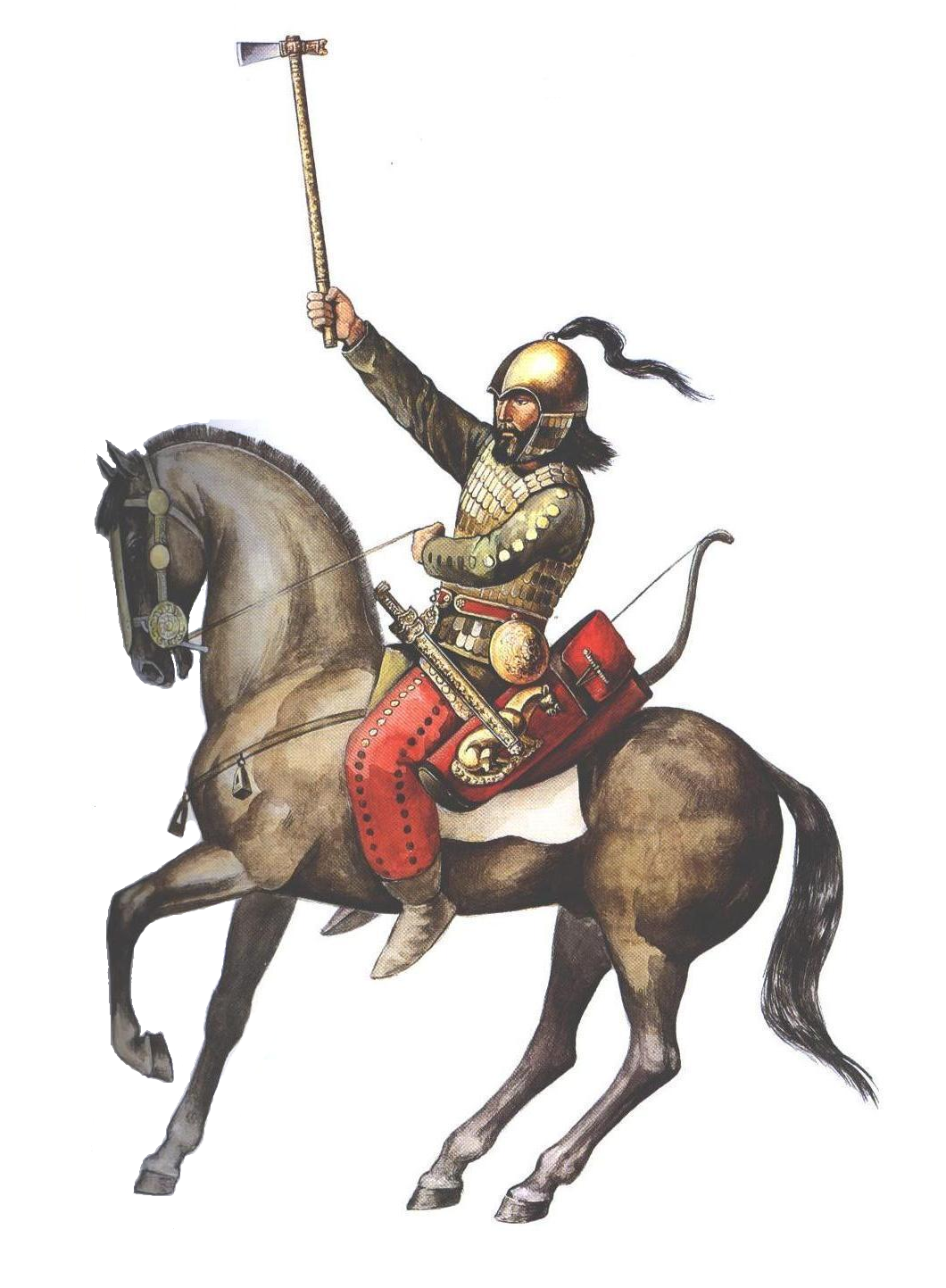
Cavaliere scita con armatura lamellare, arco composito e sagaris - ricostruzione.

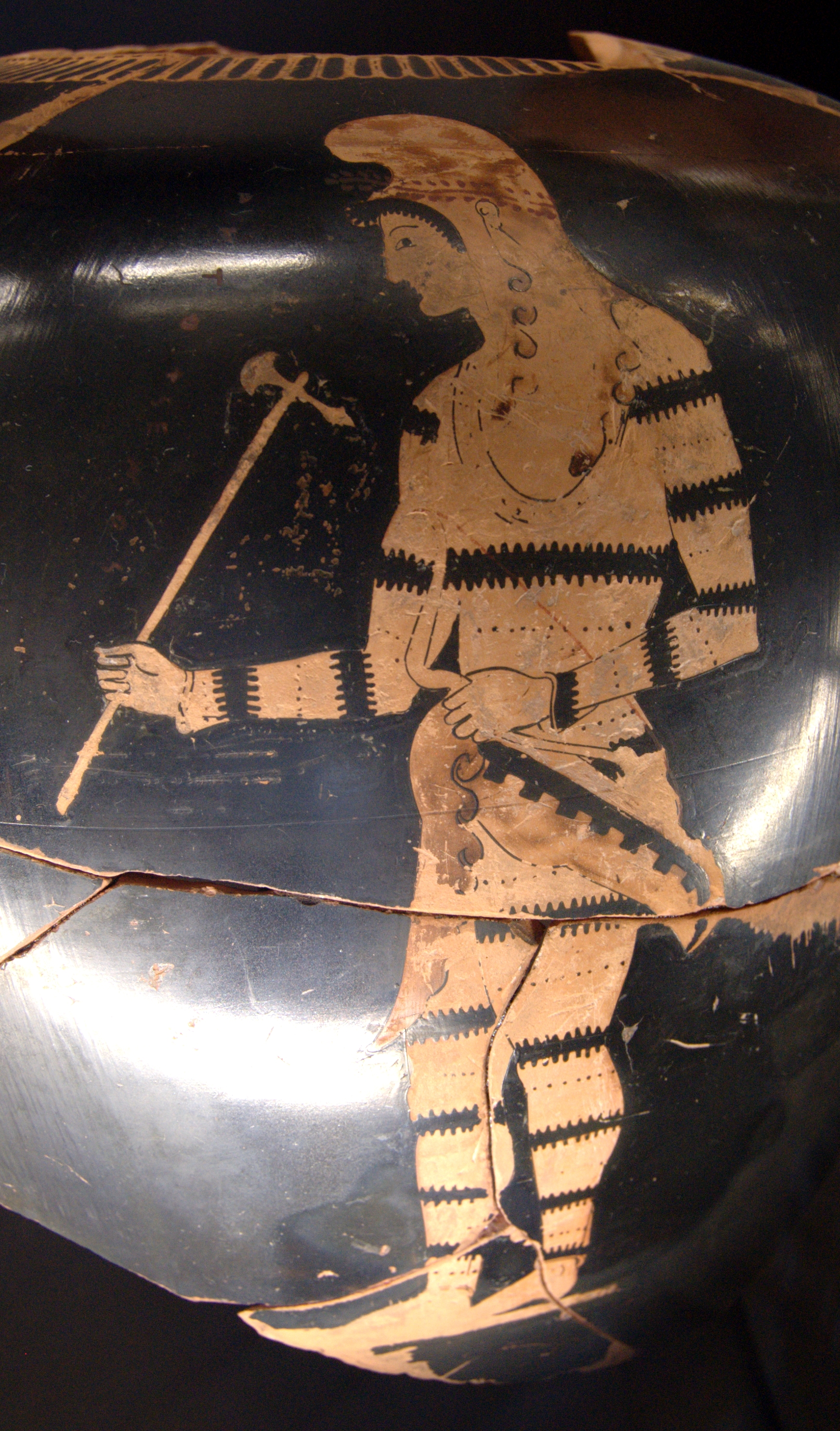
Cavaliere scita armato di sagaris.

Sagaris è la parola che in greco antico (Σάγαρις o Σάγαρι) indica la scure d'arcione utilizzata dalle popolazioni nomadi che abitavano le steppe euro-asiatiche e l'altopiano dell'Iran: Saka, Sciti, Medi, Persiani, Parti, Kushan, Tocari e Mossineci. Stando a diversi autori greci (Diodoro Siculo, Strabone ecc.), la sagaris sarebbe stata arma d'elezione anche delle leggendarie Amazzoni.

## Costruzione
I reperti archeologici, soprattutto iconografici, in nostro possesso, descrivono la sagaris come un'ascia d'armi dal manico lungo 70-80 cm e la testa piccola, con lama di scure da una parte e "penna" a becco di piccone dall'altra.

Alcuni ritrovamenti (teste di martello invece che lame di scuri) porterebbero a supporre che il termine sagaris venisse utilizzato dai greci per indicare non un'arma specifica ma una tipologia di armi bianche d'arcione aventi forma più o meno simile in uso ai cavalieri della steppa.

## Storia
La sagaris può ad oggi essere considerato l'archetipo da cui svilupparono le varie armi bianche d'arcione del maturo Medioevo europeo. Non a caso, già gli autori del Rinascimento (es. il bavarese Giovanni Aventino, autore del chronicon Annales Bojorum) indicarono nelle Amazzoni gli inventori della scure d'arcione, diffusasi in Europa partendo dalle steppe orientali.
Seppur veicolata alla nostra memoria da fonti greche, nella cultura ellenica la sagaris fu sempre arma barbara, non greca, brandita da guerrieri provenienti da una realtà bellica "aliena" dominata non dalle forze di fanteria pesante ma dalla cavalleria. Numerosi storici dell'Antica Grecia e dell'Impero romano, confermano l'uso della scure d'arcione nota come sagaris da parte delle popolazioni della steppa eurasiatica e dall'altopiano dell'Iran: Saka, Sciti, Medi, Persiani, Parti, Kushan, Tocari e Mossineci, le origini dei quali sono sempre fatte risalire alle Amazzoni, donne guerriere il cui esercito era composto prevalentemente da forze di cavalleria leggera armata di arco composito ed ascia.
Dai nomadi della steppa, la sagaris passò in dotazione alla cavalleria pesante dell'Impero persiano che se ne servì per gli scontri nelle mischie. Narrando la vita di Alessandro Magno, lo storico Plutarco ci informa che, durante la Battaglia del Granico (334 a.C.), il Macedone rischiò di essere ucciso proprio da un colpo di scure vibratogli dal satrapo persiano Spitridate:
(Plutarco, Vite parallele - Alessandro, 16)
Successivamente, la sagaris passò in dotazione ai catafratti, la cavalleria pesante persiana nata dal sincretismo culturale dell'Impero di Alessandro mescolante caratteristiche degli hetairoi macedoni e della cavalleria sogdiana di Dario III.

### Fonti
- Diodoro Siculo, Bibliotheca historica;
- Erodoto, Storie.
- Plutarco, Vite parallele : Alessandro e Cesare

### Studi
- Nikonorov, Valerii P. (1997), The Armies of Bactria 700 BC-400 AD, Montvert Publications.